# Mambo with Me
Mambo with Me è un album raccolta di Tito Puente, pubblicato dalla Tico Records nel 1955. Il disco contiene brani già pubblicati fra il 1949 ed il 1952.

## Tracce
Lato A
1. La guira – 3:15 (Tony Tejera)
2. Este tumbao – 3:14 (René Hernandez, Vicentico Valdés)
3. Mambo suavecito – 2:53 (Rafael Hernandez)
4. Bambaram bam bam – 3:08 (Justi Barreto)
5. Penjamo – 3:05 (Ruben Mendez)
6. El Rey del timbal – 2:57 (Tito Puente)

Lato B
1. Esto es coco – 3:02 (Enrique Benitez)
2. Camina camaron – 2:54 (Marcos Perdomo)
3. Tatalibaba – 3:12 (Florencio Santana)
4. Guajeo en dominante – 2:42 (Bebo Valdés)
5. Pecao y tostao – 2:46 (Antar Daly)
6. Coco seco – 2:21 (Louis R. Bacalao)

## Musicisti
- Tito Puente - timbales, arrangiamenti, percussioni
- Vicentico Valdes - voce
- Altri musicisti non accreditati